# Leticia
Pour les articles homonymes, voir Leticia (homonymie).
Leticia est la capitale du département d'Amazonas en Colombie. Elle est située aux confins des frontières entre le Brésil et la Colombie et entre le Pérou et la Colombie, dans la région appelée « Tres fronteras » (Trois frontières), entre Colombie, Brésil et Pérou.
Leticia fut fondée en 1867 à l'initiative du Pérou. Un long conflit de frontières concernant le Trapèze amazonien, dont Leticia occupe la pointe, a déclenché la guerre colombo-péruvienne de 1932-1933. La Société des Nations intervint et l'acte de remise du territoire de Leticia aux autorités colombiennes fut signé en 1934.
Leticia est le principal port colombien sur le fleuve Amazone.

## Toponymie
Elle fut fondée sur les bords du fleuve Amazone en 1867 sous le nom de « San Antonio ».
La même année, elle prit le nom de Leticia.

## Géographie
Leticia est située sur la rive gauche de l'Amazone, dans l'extrême sud de la Colombie. Elle est limitée au nord par le corregimiento de Tarapacá (Amazonas), à l'est par la ville de Tabatinga (Brésil), au sud par Santa Rosa de Yavarí et à l'ouest par Puerto Nariño.
Elle est mondialement connue dans le milieu de la géographie pour être la seule ville colombienne sur le cours de l'Amazone (Rìo Amazonas).

## Histoire

### Fondation
Elle fut fondée le 25 avril 1867, à l'initiative du Pérou, par le capitaine Benigno Bustamante.

### Guerre colombo-péruvienne de 1932-1933
Le traité Salomón–Lozano, signé le 24 mars 1922 et ratifié en 1928 par la Colombie et le Pérou, avait fait de la région un territoire colombien. Un long conflit de frontières concernant cette enclave colombienne dite du Trapèze amazonien, étroite bande de terre en forme de trapèze qui relie l'extrême sud de la Colombie à l'Amazone, Leticia étant située à la pointe de ce Trapèze amazonien, a conduit à la guerre colombo-péruvienne de 1932-1933. Ce conflit fut résolu en 1934 par la Société des Nations.
En 1932, les Péruviens, sans l'accord de leur gouvernement, occupèrent le territoire de Leticia. Des avions péruviens bombardèrent des bateaux colombiens sur l'Amazone près de cette région. En 1934, une Commission de la Société des Nations, assistée par une force de police dite internationale, mais en réalité composée uniquement de troupes colombiennes, administra Leticia pendant une année. À la fin de l'année, la Commission de la Société des Nations se retira comme prévu et laissa le territoire de Leticia à la Colombie.
Conformément à l'accord signé à Genève le 25 mai 1933 par les représentants des républiques de Colombie et du Pérou ainsi que par le président du Conseil de la Société des Nations, l'acte de remise du territoire de Leticia aux autorités colombiennes par la Commission désignée par la Société des Nations fut signé à Leticia le 19 juin 1934.
C'est le premier cas où un organisme international exerça un tel pouvoir par une résolution.
Dans la Revue de droit international (édition de 1933), au chapitre : L'affaire de Leticia, on peut lire : « les Péruviens qui occupent la ville de Leticia se retireront tranquillement et pacifiquement, Leticia sera occupée par un délégué brésilien qui restera dans cette ville huit ou dix jours. Après ce laps de temps, le délégué brésilien remettra la ville aux autorités colombiennes. ».

## Climat
Le climat est chaud et très humide. La température moyenne est de 28 °C.

## Rencontre internationale sur la forêt
En 1996 s'est tenue à Leticia la « Rencontre internationale des indigènes et des autres peuples dépendant des forêts, sur l'aménagement, la conservation et le développement durable de tous les types de forêts ». Cette discussion internationale concernait, entre autres, la gestion participative, les savoirs traditionnels et le respect des volontés des peuples indigènes.

## Activités

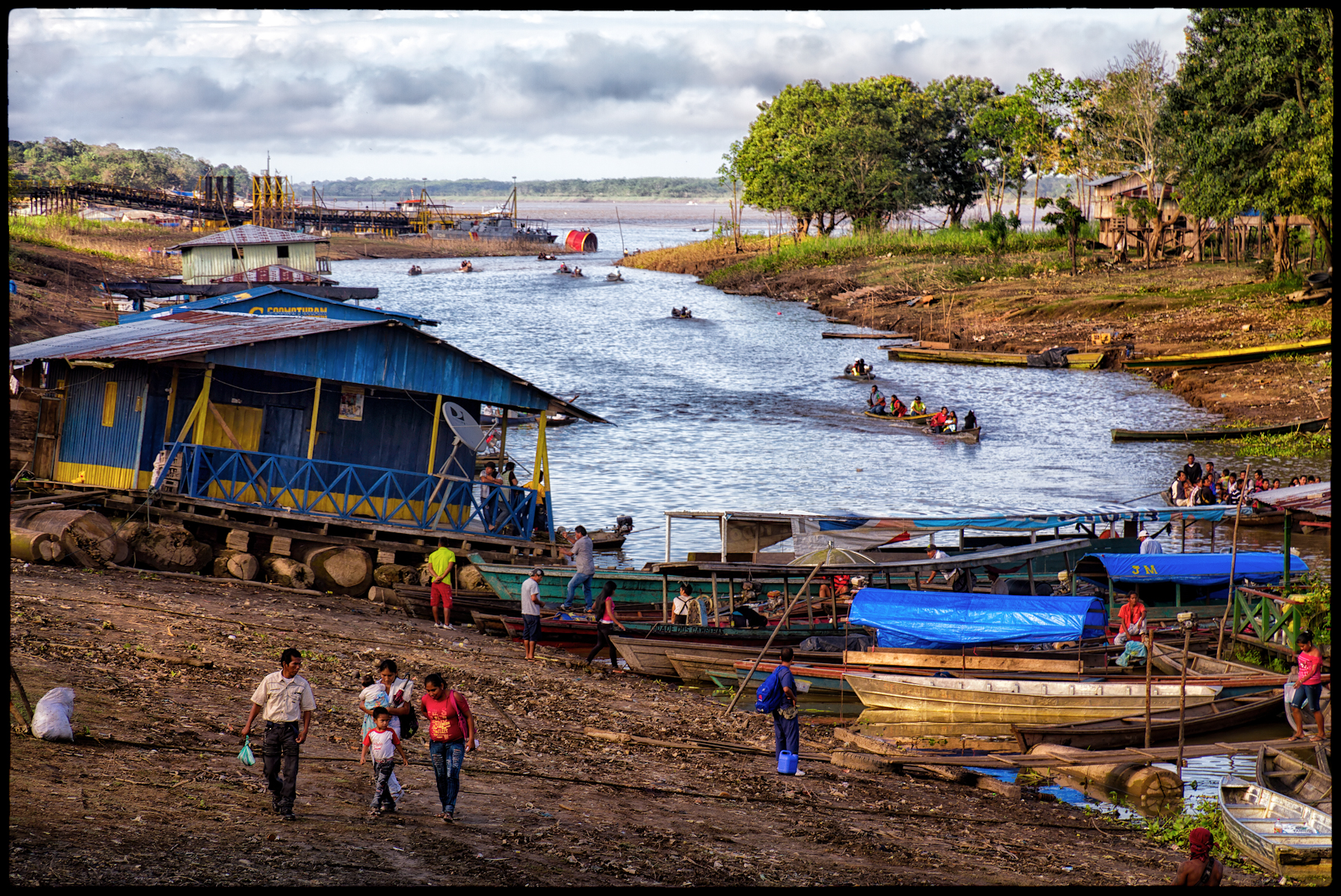
Scènes de pêche à Leticia.

Leticia constitue le principal port colombien sur le fleuve Amazone, à 3 700 km de l'embouchure, et un centre de pêche, d'activités agroalimentaires (marché de fruits tropicaux, élevages de buffles), ainsi qu'un lieu de tourisme. Leticia est également au cœur d'un très actif commerce frontalier.
En l'absence de routes terrestres, elle est desservie exclusivement par bateau par le fleuve et ses affluents, et par avion par l’aéroport international Alfredo-Vásquez-Cobo, à environ deux kilomètres au nord du centre-ville, proposant des vols intérieurs — réguliers ou charters — vers plusieurs destinations en Colombie — dont Bogota, la capitale — et des vols internationaux charters vers le Pérou. De plus, au-delà de la frontière et à six kilomètres au sud, en traversant la ville limitrophe brésilienne de Tabatinga et à la lisière méridionale de celle-ci, on accède à l’aéroport international de Tabatinga relié par des vols réguliers aux villes brésiliennes de Tefé et Manaus.

## Population
Selon les données récoltées par le DANE lors du recensement de la population colombienne en 2005, Leticia compte une population de 32 450 habitants (contre 13 379 en 1985).
La ville est contiguë au port brésilien de Tabatinga. L'absence de frontière formelle entre les deux localités, qui par ailleurs ont des accords de coopération, fait que l'agglomération transfrontalière représente environ 100 000 habitants. Il en est de même avec la petite implantation péruvienne de Santa Rosa de Yavarí (es) sur l'autre rive.

## Liste des maires
- 2016 - 2019 : José Huber Araujo Nieto
- 2020 - 2023 : Jorge Luis Mendoza Muñoz[12]

## Répartition des territoires
Leticia est divisée en trois sortes de territoires :
- 16 réserves de 27 communautés ;
- une réserve forestière, des zones urbaines et des banlieues ;
- le Parc national naturel d'Amacayacu[1].

## Symboles

### Drapeau
Le drapeau de Leticia, blanc, vert, bleu, est composé de trois bandes horizontales : la hauteur de la partie supérieure, de couleur blanche, est le double de la hauteur des parties verte et bleue. Au centre du drapeau se trouve un soleil orange aux rayons d'un jaune intense.

### Héraldique
L'écu de la ville de Leticia est en forme de toupie.
| Blason de Leticia | Blason  | En chef, d'or un soleil de gueules sur un paysage de sinople, avec le fleuve Amazone d'azur, une fleur de lotus d'argent sur un îlot de sinople bordé de gueules et d'argent symbolisent la paix et la sérénité ainsi que la diversité de la flore et la beauté de la terre. En pointe, deux « manguarés », instruments traditionnels de communication qui appellent à participer à la vie de la communauté et aux festivités locales. En ornements extérieurs, une couronne indigène d'or, aux plumes d'or, d'azur et de gueules, représente la souveraineté des groupes multiculturels de la région. À dextre et à senestre, un dauphin et un pirarucu entrelacés sont les supports de l'écu et symbolisent la coexistence et l'union des différentes races et ethnies ainsi que des espèces animales. Sous l'écu, un listel de sinople porte en lettres de sable l'inscription : « Municipio de Leticia ». |
| Blason de Leticia | Détails | L'ensemble du paysage représente une sorte de grande maloca, qui est la raison d'être des peuples indigènes de Leticia, leur culture et leur cosmovision. |

### Hymne
Fredy Giovani Vargas Ramírez est l'auteur et le compositeur de l'hymne de Leticia.

## Villes jumelées
- Tabatinga, Brésil
- Manaus, Brésil
- Florencia, Colombie
- Iquitos, Pérou
- Caballococha (es), Pérou
- Tarapoto, Pérou
- Pucallpa, Pérou
- Chiclayo, Pérou

## Pour approfondir